# ALONE (U-KISS單曲)
《ALONE》是韓國的男子組合U-KISS的第6張日語單曲，於2013年2月13日由avex trax發售。

## 概要
- 《ALONE》是U-KISS第六首原創日語单曲。此單曲是U-KISS以六人形式參與演唱。
- 《ALONE》是NHK電視劇「書店員美智留的遭遇」的主題曲
- 《Distance... -Acoustic ver.-》是U-KISS第五張日語單曲《Distance...》的Acoustic版本。
- 此單曲有4個版本，分別有「初回生産限定盤」、「通常盤」、「mu-mo限定盤」和「PLAYBUTTON」，「初回生産限定盤」收錄了《ALONE》的PV和Making。
- 在2月25日於公信榜单曲週排行榜取得第4位。

## 收錄内容

### CD
1. ALONE
2. Distraction+
3. Distance... -Acoustic ver.-
4. ALONE (Instrumental)
5. Distraction+ (Instrumental)

### DVD（初回生産限定盤）
1. ALONE（PV）
2. ALONE（Making）